# Alenka Kürner
Alenka Kürner (ur. 31 stycznia 1986 w Radovljicy) – słoweńska narciarka alpejska, brązowa medalistka zimowej uniwersjady.
W Pucharze Świata wystąpiła tylko raz – 23 stycznia 2005 roku w slalomie w Mariborze nie została sklasyfikowana. Trzykrotnie, w 2005, 2007 i 2009 roku, wzięła udział w zimowej uniwersjadzie. W 2007 roku zdobyła brązowy medal uniwersjady w Turynie w slalomie. Czterokrotnie, w latach 2003–2006, uczestniczyła również w mistrzostwach świata juniorów, najwyższą lokatę osiągając na MŚJ w Mariborze w 2004 roku, gdzoe była czternasta w kombinacji.

## Osiągnięcia

### Mistrzostwa świata juniorów
| Miejsce | Dzień     | Rok  | Miejscowość  | Konkurencja | Czas biegu | Strata | Zwyciężczyni                      |
| ------- | --------- | ---- | ------------ | ----------- | ---------- | ------ | --------------------------------- |
| 38.     | 4 marca   | 2003 | Briançonnais | Zjazd       | 1:15,20    | +3,32  | Tamara Wolf                       |
| 27.     | 5 marca   | 2003 | Briançonnais | Supergigant | 1:20,02    | +3,45  | Julia Mancuso                     |
| DNF1    | 7 marca   | 2003 | Briançonnais | Slalom      | 1:38,53    | -      | Michaela Kirchgasser              |
| 28.     | 8 marca   | 2003 | Briançonnais | Gigant      | 2:05,70    | +5,61  | Jessica Lindell-Vikarby           |
| 43.     | 4 lutego  | 2004 | Maribor      | Zjazd       | 1:12,23    | +3,97  | Maria Riesch                      |
| 21.     | 4 lutego  | 2004 | Maribor      | Supergigant | 1:26,79    | +2,24  | Nadia Fanchini Andrea Fischbacher |
| 21.     | 4 lutego  | 2004 | Maribor      | Gigant      | 2:21,39    | +5,09  | Maria Riesch                      |
| 20.     | 4 lutego  | 2004 | Maribor      | Slalom      | 1:40,73    | +3,70  | Kathrin Zettel                    |
| 14.     | 4 lutego  | 2004 | Maribor      | Kombinacja  | 29,23 pkt  | ?      | Julia Mancuso                     |
| 17.     | 23 lutego | 2005 | Bardonecchia | Zjazd       | 1:28,84    | +2,16  | Nadia Fanchini                    |
| DNF2    | 25 lutego | 2005 | Bardonecchia | Slalom      | 1:23,97    | -      | Šárka Záhrobská                   |
| 17.     | 26 lutego | 2005 | Bardonecchia | Gigant      | 2:21,34    | +3,23  | Nadia Fanchini                    |
| 36.     | 3 marca   | 2006 | Québec       | Zjazd       | 1:13,51    | +3,92  | Marianne Abderhalden              |
| 16.     | 4 marca   | 2006 | Québec       | Slalom      | 1:37,30    | +3,40  | Maria Pietilä-Holmner             |
| 21.     | 5 marca   | 2006 | Québec       | Supergigant | 1:10,96    | +2,11  | Anna Fenninger                    |
| 29.     | 7 marca   | 2006 | Québec       | Gigant      | 2:22,43    | +5,99  | Tina Weirather                    |

### Puchar Świata

#### Miejsca w klasyfikacji generalnej
- sezon 2004/2005: -

#### Miejsca na podium
Kürner nigdy nie stanęła na podium zawodów PŚ.

### Uniwersjada
- 2005 Innsbruck (AUT) – 11. miejsce (zjazd), 4. miejsce (supergigant)
- 2007 Turyn (ITA) – 14. miejsce (slalom gigant), brązowy medal (slalom)
- 2009 Harbin (CHN) – 12. miejsce (supergigant), 34. miejsce (slalom gigant) nie ukończyła (slalom)[3]